# Acacia inundata
Acacia inundata é uma espécie de leguminosa do gênero Acacia, pertencente à família Fabaceae.